# مع حبي، فيكتور
مع حبي، فيكتور (بالإنجليزية: Love, Victor)‏ هو مسلسل كوميدي دراما أمريكي من بطولة مايكل سيمينو، راتشيل هيلسون، بيبيه وود وأنا أورتيز. صدر الموسم الأول من المسلسل على منصة هولو في 17 يونيو 2020.

## روابط خارجية
- الموقع الرسمي
- مع حبي، فيكتور على موقع IMDb (الإنجليزية)
- مع حبي، فيكتور على موقع ميتاكريتيك (الإنجليزية)
- مع حبي، فيكتور على موقع روتن توميتوز (الإنجليزية)
- مع حبي، فيكتور على موقع كينوبويسك (الروسية)
- مع حبي، فيكتور على موقع ألو سيني (الفرنسية)
- مع حبي، فيكتور على موقع قاعدة بيانات الفيلم (الإنجليزية)
- مع حبي، فيكتور على موقع أول موفي (الإنجليزية)